# Prosthetops grandiceps
Prosthetops grandiceps är en skalbaggsart som beskrevs av Perkins och Balfour-browne 1994. Prosthetops grandiceps ingår i släktet Prosthetops och familjen vattenbrynsbaggar. Inga underarter finns listade i Catalogue of Life.